# Per Henrik Stisen Rasmussen
Per Henrik Stisen Rasmussen (født 2. februar 1959 i Svendborg) er en dansk tidligere roer. Han repræsenterede henholdsvis Svendborg Roklub og Hellerup Roklub.
Rasmussen vandt, sammen med Michael Jessen, Lars Nielsen og Erik Christiansen, bronze i firer uden styrmand ved OL 1984 i Los Angeles. Den danske båd blev i finalen kun besejret af New Zealand, der vandt guld, og af USA, der fik sølv. Det var den ene af seks danske medaljer ved legene. Rasmussen deltog også ved både OL 1980 i Moskva, i disciplinen dobbeltfirer, og ved OL 1988 i Seoul, i disciplinen dobbeltsculler, uden dog at vinde medalje ved nogen af disse lege.

## OL-medaljer
- 1984:  Bronze i firer uden styrmand